# Abdelaziz Djerad
Abdelaziz Djerad (in arabo عبد العزيز جراد‎?; Khenchela, 12 febbraio 1954) è un politico algerino, Primo ministro dell'Algeria dal 28 dicembre 2019 al 30 giugno 2021.

## Biografia
Djerad è nato il 12 febbraio 1954 a Khenchela. Dopo aver conseguito una laurea presso l'Istituto di Scienze Politiche e Relazioni Internazionali di Algeri nel 1976, si è trasferito in Francia dove ha conseguito un dottorato all'Università di Paris-Nanterre. Ha anche lavorato come professore di scienze politiche all'Università di Algeri e ha pubblicato diversi libri.

## Carriera politica

### Anni '90
Dal 1996 al 2000, Abdelaziz Djerad è stato direttore generale dell'Agenzia algerina per la cooperazione internazionale.

### Primo ministro
Il 28 dicembre 2019, Djerad è stato nominato Primo ministro dell'Algeria dal presidente Abdelmadjid Tebboune ed è stato immediatamente incaricato di formare un nuovo governo. Il 2 gennaio 2020, Djerad ha annunciato in diretta televisiva i membri del nuovo governo, tra cui tre donne ministro.
Il 13 gennaio dello stesso anno è stato incaricato dal presidente Tebboune di preparare una legge che criminalizza "tutte le forme di razzismo, regionalismo e odio".